# Kościół Matki Bożej Wspomożycielki Wiernych na Gruniu (Stare Hamry)
Kościół Matki Bożej Wspomożycielki Wiernych (czes. Kostel Panny Marie na Gruni) – drewniany kościół znajdujący się na Gruniu w Starych Hamrach. 
Kościół Matki Bożej Wspomożycielki Wiernych wpisany został 8 października 2002 na listę zabytków pod numerem 52103/8-4080. 

## Historia
W 1773 na Gruniu w Starych Hamrach postawiono rzeźbę Matki Bożej Frydeckiej. W 1874 na polecenie Jana Špačka, wikarego z kościoła św. Ignacego na Borovej, wokół rzeźby wybudowano niewielką drewnianą kaplicę. 21 lat później kolega szkolny Špačka - Filip Habernal sporządził zapis w swoim testamencie, którym przeznaczył pewną kwotę na budowę kościoła na Gruniu. Jednocześnie wskazał Matkę Bożą Wspomożycielkę Wiernych na patronkę przyszłego kościoła. 
Kościół wybudowany został w latach 1890-1891 według projektu frydeckiego budowniczego Ferdynanda Heinricha.
Uroczyste poświęcanie kościoła miało miejsce 11 listopada 1891.

## Architektura i wyposażenie
Kościół drewniany na kamiennej podmurówce, nieorientowany (z prezbiterium zwróconym w kierunku północnym). Wybudowany na planie prostokąta, z węższym prezbiterium zamkniętym wielobocznie. Od frontu umieszczona jest kruchta z wtopioną w nią smukłą wieżą, nakrytą wysokim dachem wieżowym zwieńczonym krzyżem. W północno-zachodnim narożniku umieszczona jest zakrystia.
Wnętrze nawiązuje do układu bazylikowego. Dwa rzędy drewnianych słupów z rzeźbionymi głowicami dzielą przestrzeń na nawę główną i dwie wąskie, niższe nawy boczne. W dachu umieszczone były lukarny (obecnie zlikwidowane), które doświetlały nawę główną. W południowej części mieści się chór muzyczny wsparty na słupach, otwarty do wnętrza trzema arkadami. Całe wnętrze utrzymane jest w kolorystyce naturalnego drewna.
Ołtarz główny jest dziełem Ondřeja Gavlasa, a umieszczony w nim obraz Matka Boża Wspomożycielka Wiernych namalował Vašek, malarz z Frydka.

## Galeria

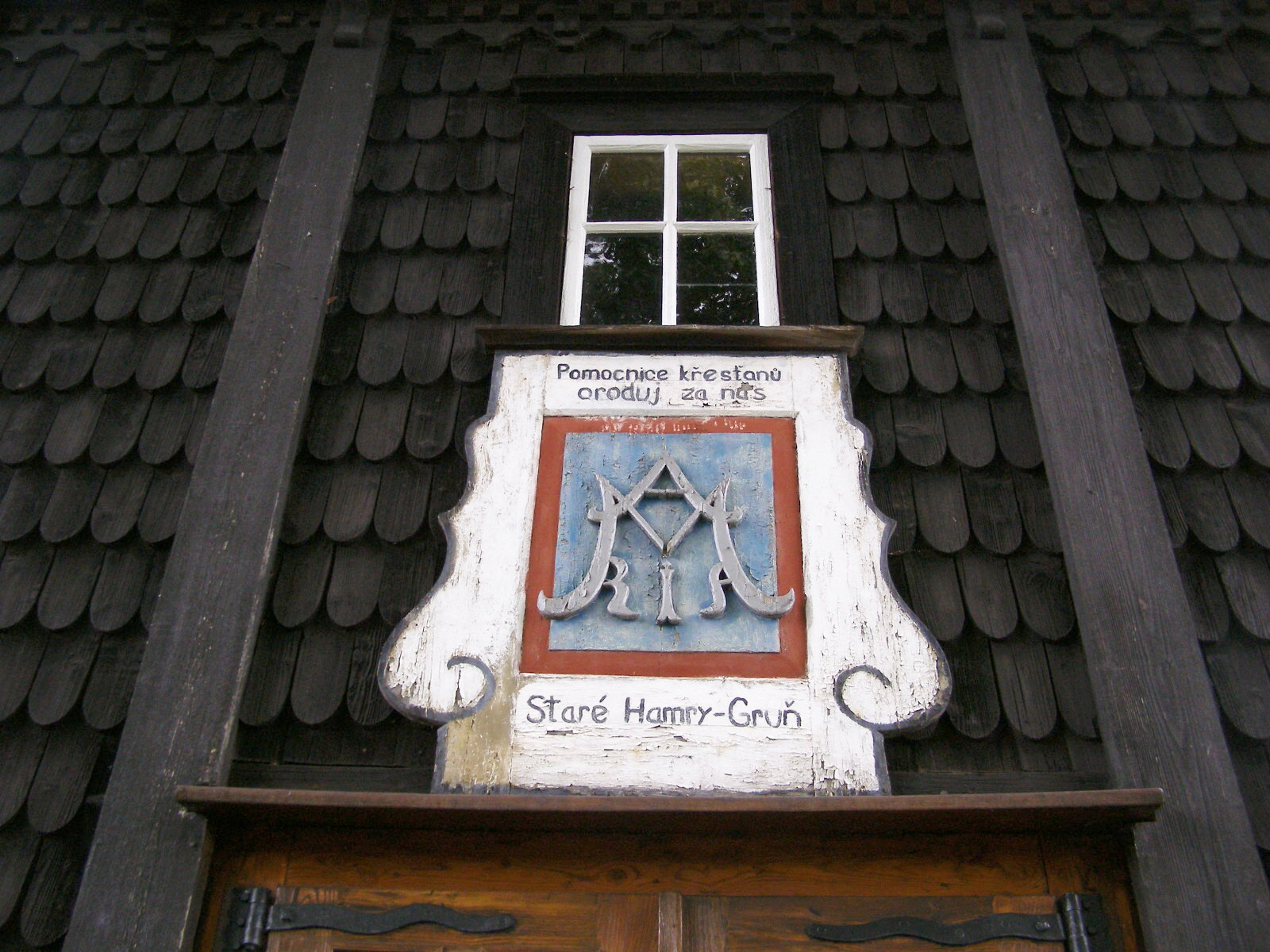
Monogram Maryjny nad wejściem głównym
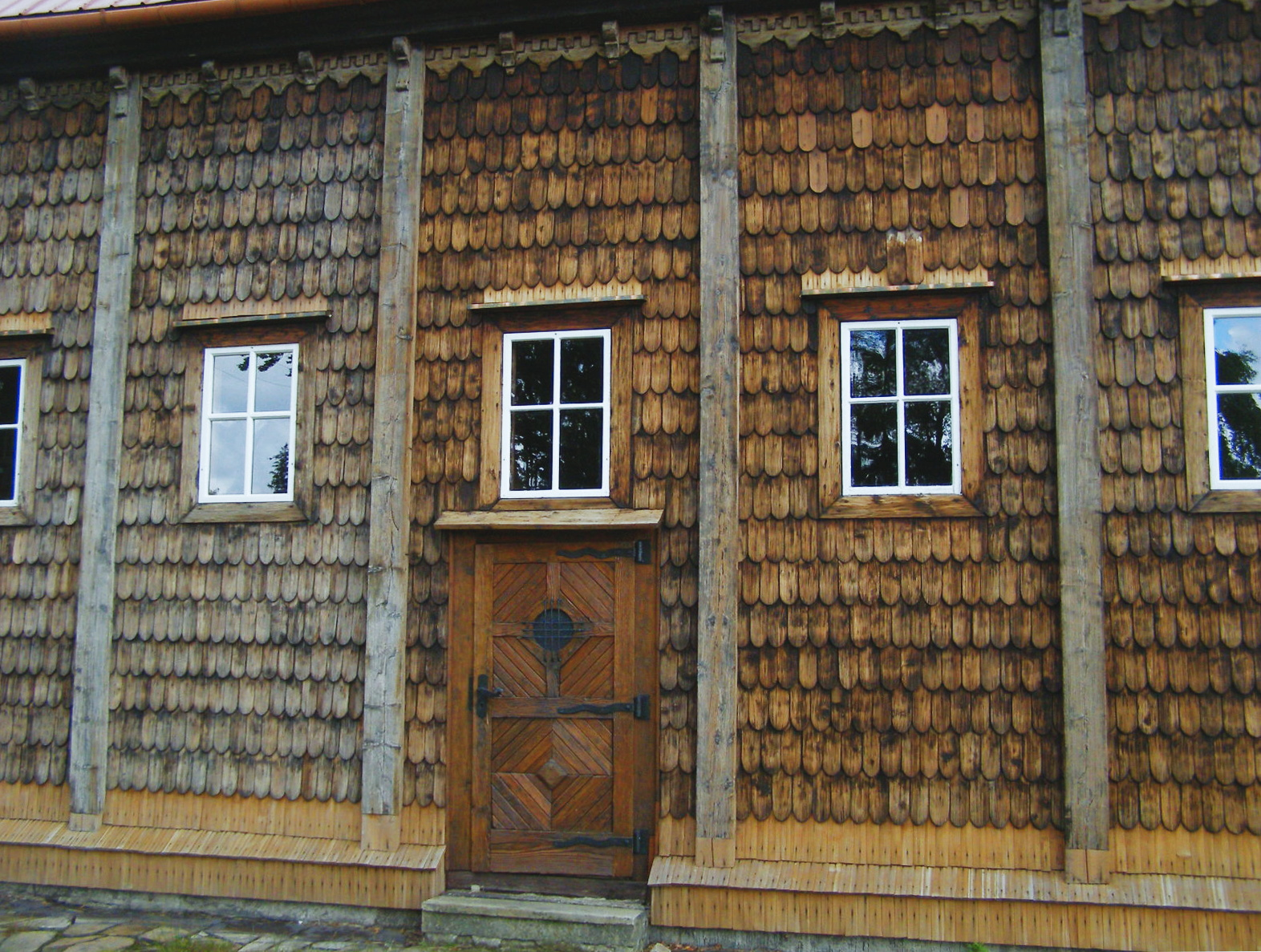
Wejście boczne do kościoła
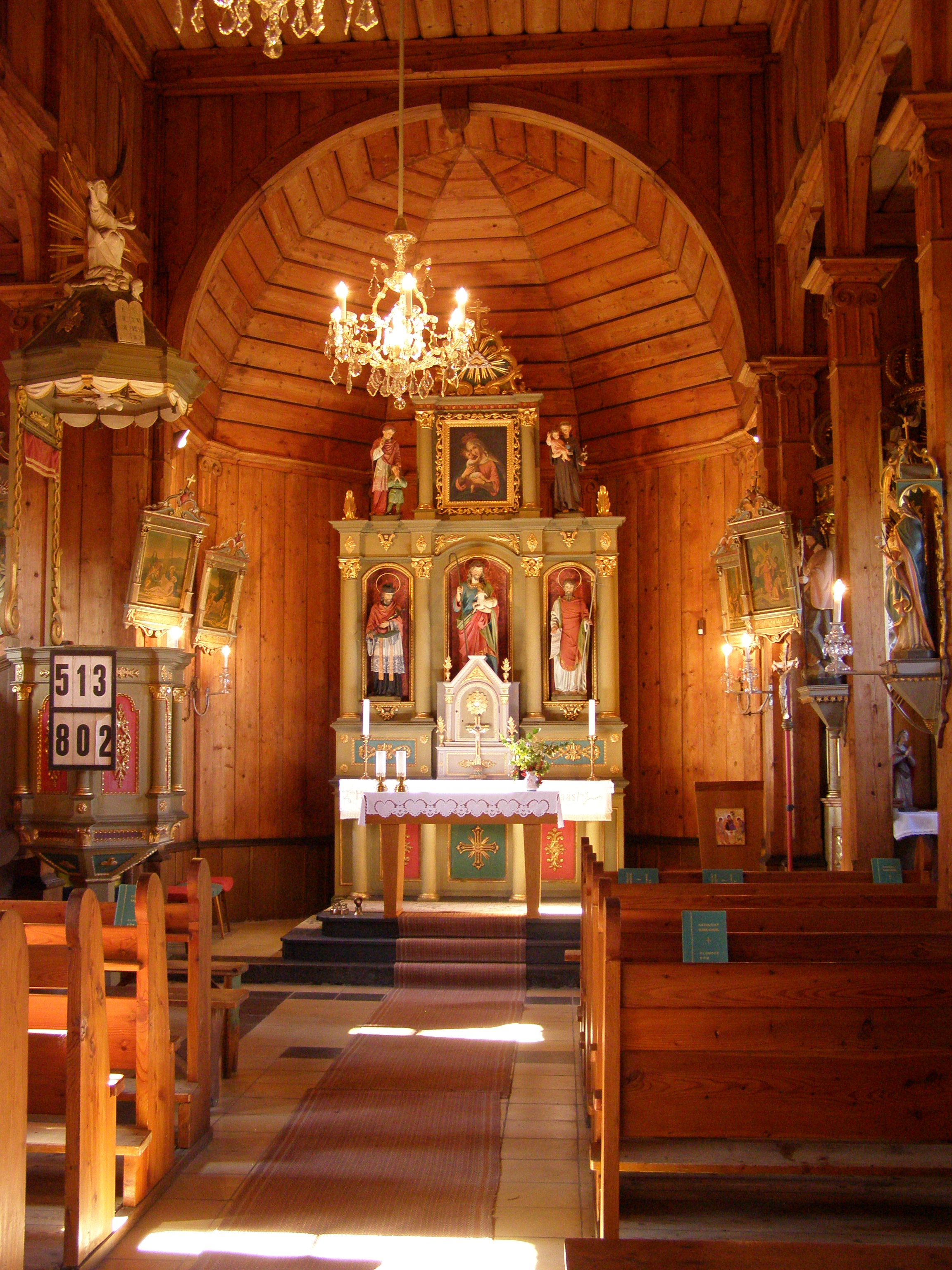
Prezbiterium